# 해꼬리원숭이
해꼬리원숭이(Allochrocebus solatus) 또는 꼬리스크라터게논, 해꼬리게논은 긴꼬리원숭이과에 속하는 영장류의 일종이다. 가봉의 습한 상록수 숲의 한 구릉지에서 산다. 해꼬리원숭이는 1984년에야 겨우 발견되었고, 그래서 알려진 정보가 거의 없다. 몸무게는 4 ~ 9 kg 정도이다. 한 마리의 수컷과 여러 마리의 암컷, 그리고 새끼로 이루어진 무리 속에서 산다.